# Copa dos Campeões Europeus da FIBA de 1969–70
A Copa dos Campeões Europeus da FIBA de 1969–70 foi a décima terceira edição da Copa dos Campeões Europeus, competição de elite no basquetebol masculino. A final foi disputada no Sportska Dvorana Skenderija localizado em Sarajevo, Iugoslavia (atual Bósnia e Herzegovina). Em jogo disputado em  4 de abril de 1970 o Ignis Varese venceu o CSKA Moscou pelo placar de 79–74 conquistando o primeiro título europeu.

## Sistema de Competição
- 24 equipes (campeões das ligas domésticas, somados ao campeão da Euroliga no ano anterior) disputando jogos eliminatórios com jogos de ida e volta. O placar agregado nas duas partidas define o vencedor.

- Os oito clubes classificados para as quartas de final são divididos em dois grupos com quatro equipes . Dentro do grupo disputam-se partidas "todos-contra-todos" em ida e volta. Em caso de empate entre duas ou mais equipes, seria usado os seguintes critérios para classificação: 1) Confronto Direto; 2) Média de Pontos; 3) Vitórias e Derrotas.

- Os dois primeiros colocados de cada grupo classificam-se para a semifinal em sede pré-determinada.

## Primeira Fase
| Equipe 1              | Total   | Equipe 2             | 1.º jogo | 2.º jogo |
| --------------------- | ------- | -------------------- | -------- | -------- |
| Partizani Tirana      | 141–165 | Dinamo București     | 65–70    | 76–95    |
| Boroughmir            | 204–267 | Racing Bell Mechelen | 84–123   | 120–144  |
| Union Radès Transport | 0–4*    | ASVEL                | 0–2      | 0–2      |
| Sporting              | 108–226 | Real Madrid          | 52–98    | 56–128   |
| Osnabrück             | 133–180 | Honvéd               | 74–88    | 59–92    |
| Sparta Bertrange      | 176–241 | Crvena zvezda        | 92–112   | 84–129   |
| Engelmann Wien        | 149–144 | Galatasaray          | 100–74   | 49–70    |
| Punch Delft           | 158–159 | Legia Warsaw         | 74–80    | 84–79    |
| Helsingborg           | 138–142 | Tapion Honka         | 73–67    | 65–75    |

*Union Radès Transport desistiu antes de iniciar a competição e o ASVEL recebeu o placar de (2-0) em ambos os jogos.

## Segunda Fase
| Equipe 1         | Total   | Equipe 2             | 1.º jogo | 2.º jogo |
| ---------------- | ------- | -------------------- | -------- | -------- |
| Dinamo București | 146–182 | Racing Bell Mechelen | 73–95    | 73–87    |
| Hapoel Tel Aviv  | 131–155 | ASVEL                | 70–69    | 61–86    |
| Real Madrid      | 163–161 | Honvéd               | 95–76    | 68–85    |
| Tapion Honka     | 114–187 | Ignis Varese         | 59–88    | 55–99    |
| Crvena zvezda    | 166–149 | Panathinaikos        | 91–66    | 75–83    |
| Slavia VŠ Praha  | 199–147 | Engelmann Wien       | 106–68   | 93–79    |
| Legia Warsaw     | 157–159 | Academic             | 91–80    | 66–79    |

Automaticamente classificado para a fase de grupos
- CSKA Moscou (Detentor do título)

## Grupos de Quartas de Finais
|  | Dois melhores classificados avançam para as semifinais |

|    | Equipe               | J | P | V | D | P+  | P-  | P+  |
| -- | -------------------- | - | - | - | - | --- | --- | --- |
| 1. | Real Madrid          | 3 | 5 | 2 | 1 | 516 | 501 | +15 |
| 2. | Slavia VŠ Praha      | 3 | 5 | 2 | 1 | 457 | 457 | 0   |
| 3. | Racing Bell Mechelen | 3 | 4 | 1 | 2 | 446 | 440 | +6  |
| 4. | Academic             | 3 | 4 | 1 | 2 | 452 | 473 | -21 |

|    | Equipe        | J | P | V | D | P+  | P-  | P+  |
| -- | ------------- | - | - | - | - | --- | --- | --- |
| 1. | CSKA Moscou   | 3 | 6 | 3 | 0 | 540 | 472 | +68 |
| 2. | Ignis Varese  | 3 | 5 | 2 | 1 | 485 | 420 | +65 |
| 3. | ASVEL         | 3 | 4 | 1 | 2 | 448 | 529 | -81 |
| 4. | Crvena zvezda | 3 | 3 | 0 | 3 | 462 | 514 | -52 |

## Semifinais
| Equipe 1        | Total   | Equipe 2     | 1.º jogo | 2.º jogo |
| --------------- | ------- | ------------ | -------- | -------- |
| Real Madrid     | 159–198 | Ignis Varese | 86–90    | 73–108   |
| Slavia VŠ Praha | 154–220 | CSKA Moscou  | 79–107   | 75–113   |

## Final
Sportska Dvorana Skenderija, Sarajevo
| Equipe 1     | Resultado | Equipe 2    |
| ------------ | --------- | ----------- |
| Ignis Varese | 79–74     | CSKA Moscou |

| Copa dos Campeões Europeus da FIBA de 1969–70 |
| --------------------------------------------- |
| Ignis Varese 1º Título                        |

## Ligações Externas
- 1969–70 FIBA European Champions Cup
- Final Game Details
- Final Game Details
- Champions Cup 1969–70 Line-ups and Stats